# Аласа
А̀ласа (на гръцки: Άλασσα) е село в Кипър, окръг Лимасол. Според статистическата служба на Република Кипър през 2001 г. селото има 201 жители.